# Болгарія на Чемпіонаті світу з легкої атлетики 2017
Болгарія на Чемпіонаті світу з легкої атлетики 2017, що проходив з 4 по 13 серпня 2017 року в Лондоні (Велика Британія) була представлена 8 спортсменами.

## Результати

### Чоловіки
Трекові і шосейні дисципліни
| Спортсмен   | Дисципліна           | Забіги    | Забіги | Півфінал  | Півфінал | Фінал     | Фінал |
| Спортсмен   | Дисципліна           | Результат | Місце  | Результат | Місце    | Результат | Місце |
| ----------- | -------------------- | --------- | ------ | --------- | -------- | --------- | ----- |
| Мітко Ценов | 3000 м з перешкодами |           |        | Н/Д       | Н/Д      |           |       |

Технічні дисципліни
| Спортсмен         | Дисципліна        | Кваліфікація | Кваліфікація | Фінал     | Фінал |
| Спортсмен         | Дисципліна        | Результат    | Місце        | Результат | Місце |
| ----------------- | ----------------- | ------------ | ------------ | --------- | ----- |
| Тихомир Іванов    | Стрибки у висоту  |              |              |           |       |
| Момчіль Караілієв | Потрійний стрибок |              |              |           |       |
| Георгі Цонов      | Потрійний стрибок |              |              |           |       |

### Жінки
Трекові і шосейні дисципліни
| Спортсмен          | Дисципліна | Забіги    | Забіги | Півфінал  | Півфінал | Фінал     | Фінал |
| Спортсмен          | Дисципліна | Результат | Місце  | Результат | Місце    | Результат | Місце |
| ------------------ | ---------- | --------- | ------ | --------- | -------- | --------- | ----- |
| Івет Лалова-Колліо | 100 м      |           |        |           |          |           |       |
| Івет Лалова-Колліо | 200 м      |           |        |           |          |           |       |

Технічні дисципліни
| Спортсмен            | Дисципліна        | Кваліфікація | Кваліфікація | Фінал     | Фінал |
| Спортсмен            | Дисципліна        | Результат    | Місце        | Результат | Місце |
| -------------------- | ----------------- | ------------ | ------------ | --------- | ----- |
| Мірела Демірева      | Стрибки у висоту  |              |              |           |       |
| Габріела Петрова     | Потрійний стрибок |              |              |           |       |
| Радослава Мавродієва | Штовхання ядра    |              |              |           |       |